# 高麗餅
高麗餅（これもち、これがし）は、鹿児島県を中心とする九州地方で作られ食べられる、小豆餡と米粉をこね合わせた郷土菓子である。

## 概要
高麗餅は、鹿児島県や宮崎県、福岡県など九州で食べられる蒸し餅菓子である。「これがし」や「これもち」などとも呼ばれ、法事などの贈り物として食べられれたりすることが多いが、一般的に家で甘味として食べられる事も多い。
もち米またはうるち米の粉に砂糖、小豆を加え、練ってから蒸し上げる餅菓子である。黒糖を用いることも多く、仕上がりは茶褐色となる。小豆の粒を生地に混ぜ込むのが一般的で、餡を包む形式とは異なり、生地と具材が一体化した見た目と食感を有する。
表面に照りがあり、断面には小豆が均等に散在する。もちもちとした弾力のある食感と、小豆のほのかな甘み、黒糖のコクが調和した味わいを持つ。サイズや形状は地域や家庭により異なるが、棒状あるいは長方形に整形されることが多い。
似た菓子として、朝鮮半島伝統の餅類であるトック（떡）の一種に、「シル」と呼ばれる蒸し器で蒸して作るシルトック(시루떡）という菓子がある。

## 歴史
「高麗餅」の名称に含まれる「高麗」は、朝鮮半島にかつて存在した高麗国に由来するが、本菓子が朝鮮半島に起源を持つかどうかは定かではない。ただし、鹿児島県では古来より外国由来の文化や技術に対して「高麗〜」という呼称を付すことがあり、本菓子もその一例とされる。
一説では慶長3年(1598年)の朝鮮出兵の際に朝鮮の陶工たちが九州に連れてこられた時に、薩摩の焼窯元で作られたという説があるが、俗説に過ぎない。
本格的に普及した時期は不明であるが、江戸時代以降の薩摩藩領内において日常的な餅菓子として親しまれてきた。特に農村部では保存性の高さと作りやすさから、仏事や神事、法要、季節の節目などに用いられていて、今も葬式などの菓子折りとして送られる。また、家庭内での手作りが主流であったことから、材料や製法は地域や家ごとに差異が見られる。
現代においては鹿児島などの南部九州のみならず北部九州でも食されている。

## 作り方
1. もち米5合とうるち米5合を合わせて、粉に挽く。
2. 挽いた米粉に、小豆5合から作ったこし餡と、砂糖2斤を加えてよく混ぜる。生地に水は加えない。手でしっかりと握り、広げたときに、ホロホロと崩れ散るくらいの固さが理想とされる。
3. 角型の蒸篭で蒸す。蒸し時間はおよそ1時間ほど。
4. 蒸し上がった後は崩れやすいため、しっかりと押さえつけてから取り出す。[2]